# Malacocorisella
Malacocorisella is een geslacht van wantsen uit de familie van de Miridae (blindwantsen). Het geslacht werd voor het eerst wetenschappelijk beschreven door Tomohide Yasunaga in 1999.

## Soorten
Het genus is monotypisch en bevat alleen de volgende soort:

- Malacocorisella endoi Yasunaga, 1999